# Клітика
Клітика — слово (наприклад, займенник або частка), граматично самостійне, але фонологічно залежне.
Клітиками за визначенням є, зокрема, всі слова, що не становлять складу (наприклад, прийменники в, з). Клітики можуть приєднуватися до ударної словоформи якоїсь однієї частини мови (наприклад, романські займенникові форми в непрямих відмінках — тільки до дієслова) або до словоформи будь-якої частини мови (такими є українські частки ж, чи); останні називаються транскатегоріальними.
У стародавніх індоєвропейських мовах порядок розташування клітик у реченні підкорявся спеціальним правилам — закон Вакернагеля.